# Abborrtjärnen (Idre socken, Dalarna, 686318-132944)
Abborrtjärnen är en sjö i Älvdalens kommun i Dalarna och ingår i Dalälvens huvudavrinningsområde.